# Toxomerus multipunctatus
Toxomerus multipunctatus är en tvåvingeart som först beskrevs av Wulp 1883.  Toxomerus multipunctatus ingår i släktet Toxomerus och familjen blomflugor. Inga underarter finns listade i Catalogue of Life.